# Юваново
Юва́ново (рос. Юваново, чув. Урпаш) — село у Чувашії Російської Федерації, адміністративний центр Ювановського сільського поселення Ядринського району.
Населення — 584 особи (2010; 692 в 2002, 991 в 1979, 1422 в 1939, 1302 в 1926, 1074 в 1897, 684 в 1858, 393 в 1795). У національному розрізі у селі мешкають чуваші та росіяни.

## Історія
Село було утворено 31 жовтня 1963 року шлях об'єднання присілків Ємелькаси (Емелькаси), Качебай (Качебайкаси), Муной (Мунойкаси), Сюльдікаси, Едигей (Едегекаси), які починаючи з 1939 року визначались як окремі населені пункти. До 1866 року селяни мали статус державних, займались землеробством, тваринництвом, ковальством, слюсарством, бондарством, виробництвом взуття та одягу. Діяв храм Святого пророка Іоанна Предтечі (1897–1929). 1930 року створено колгосп «імені Калініна». До 22 липня 1920 року присілки входили до складу Тенякової сотні та Малокарачкінської волості Козьмодемьянського повіту, до 5 жовтня 1920 року — у складі Чебоксарського повіту, а до 1927 року — у складі Ядринського повіту. Після переходу 1927 року на райони — спочатку у складі Татаркасинського району, у період 1939–1962 років — у складі Сундирського району, а потім — у складі Ядринського району.

## Господарство
У селі діють школа, офіс лікаря загальної практики, клуб, бібліотека, пошта та відділення банку, спортивний майданчик, 2 магазини, каплиця.